# Léonce Bouyssou
 (août 2025).
Motif : sources secondaires insuffisantes, voir page de discussion
- Archive Wikiwix
- Bing
- Cairn
- DuckDuckGo
- E. Universalis
- Gallica
- Google
- G. Books
- G. News
- G. Scholar
- Persée
- Qwant
- (zh) Baidu
- (ru) Yandex
- (wd) trouver des œuvres sur Wikidata

| 1. | Préciser le motif de la pose du bandeau. | Précisez le motif de la pose du bandeau en utilisant la syntaxe suivante : {{admissibilité à vérifier\|date=août 2025\|motif=remplacez ce texte par le motif}}                       |
| 2. | Informer les utilisateurs concernés.     | Pensez à avertir le créateur de l'article, par exemple, en insérant le code ci-dessous sur sa page de discussion : {{subst:avertissement admissibilité à vérifier\|Léonce Bouyssou}} |

Léonce Bouyssou, née le 17 juillet 1917 à Aurillac et morte le 30 juillet 2004 à Arpajon-sur-Cère, est une archiviste et historienne française. 
Avec Marie-Josèphe Le Cacheux, elle est une des deux premières femmes en France à avoir dirigé un service d'archives départementales.

## Biographie

### Formation
Léonce Bouyssou fait ses études secondaires à Clermont-Ferrand. Elle poursuit des études littéraires à Paris, à la Sorbonne où elle passe une licence ès lettres, études latines et d'histoire du Moyen Âge avant d'intégrer l'École nationale des chartes dont elle sort diplômée comme archiviste-paléographe en 1941 grâce à une thèse intitulée La vie rurale dans la région d'Aurillac au XVe siècle,,.

### Début de carrière (1942-1949)
Léonce Bouyssou intègre successivement une équipe de recherche sur l'histoire de la Révolution française, puis l'Institut de recherche et d'histoire des textes (IRHT) avant d'être nommée à la Bibliothèque nationale, et enfin à la direction de la Bibliothèque Inguimbertine et des quatre mussées municipaux de Carpentras en 1946,,.  
Trois ans plus tard, elle est nommée archiviste départementale du Cantal, fonction qu'elle exerce jusqu'à son départ en retraite en 1982. Comme Marie-Josèphe Le Cacheux, nommée elle aussi en 1949, Léonce Bouyssou est considérée comme une pionnière des femmes accédant à la direction d'un service d'archives départementales en France,,.

### Direction des Archives départementales du Cantal (1949-1982)
C'est grâce à elle que les archives, jusqu'alors conservées à l'étroit dans un dépôt situé dans une aile retirée du bâtiment préfectoral, ont pu être déménagées dans un nouveau bâtiment construit à proximité immédiate du haras national d'Aurillac à la fin des années 1950,.
Soucieuse de la transmission et de la vulgarisation de la culture historique, Léonce Bouyssou met également en place un des premiers services éducatifs en France dans les années 1950, après celui du Puy-de-Dôme crée en 1955. Elle est à l'origine de la création d'une photothèque participative dans le Cantal, l'objectif recherché étant de mettre à disposition de tous des images alimentant l'histoire naturel, patrimonial et ethnologique.
Elle assure aussi les fonctions de conservateur des antiquités et objets d'art du Cantal de 1974 à 1985.

### La Société des lettres, sciences et artsLa Haute-Auvergne
Léonce Bouyssou est secrétaire générale puis vice-présidente de cette société savante de 1952 à 1990. Elle a notamment la charge de la rédaction de la Revue de la Haute-Auvergne de 1952 à 1983.

## Œuvres et travaux scientifiques
Elle est l'autrice d'une vingtaine de publications dont: 
- Le Codicille, 1953.
- Archives du Cantal, la construction du nouveau dépôt, Aurillac, 1957.
- Arsène Vermenouze, 1850-1910, exposition. Aurillac, Archives départementales, Aurillac, 1960.
- De l'utilisation d'un dictionnaire topographique dans l'étude des villages désertés. 1969
- Roger Jalenques, Syndicat d'initiative de la ré, Léonce Bouyssou, Maurs au fil des siècles - Des origines à 1789, Editions du Centre, 1976, 308 p. (ISBN 2-307-56598-1).
- Le Lioran, naissance d'une station de sports d'hiver, 1987.
- Retables de Haute-Auvergne, 1er octobre 1991, 356 p. (ISBN 9782848191638).
- La région d’Aurillac au 15e siècle, Société de la Haute-Auvergne, coll. « Références » (ISBN 9782953605808).

## Distinctions honorifiques
- Chevalière de la Légion d'honneur 1967
- Officière de l'ordre des Arts et des Lettres 1967
- Officière de l'ordre national du Mérite 1980

## Reconnaissance posthume
La nouvelle salle de lecture des Archives départementales du Cantal conçue en 2005 porte son nom.

### Notices
- Ressource relative à la recherche :   - Persée
- Notices d'autorité :   - VIAF
  - ISNI
  - BnF (données)
  - IdRef
  - LCCN
  - GND
  - Belgique
  - Pays-Bas
  - Israël
  - Vatican